# Остен-Сакены
Остен-Сакен (фон-Дер-Остен-Сакен) — княжеский, графский и баронский род, восходящий к началу XV века.
В XVI—XVII веках члены этого рода занимали высшие должности в Курляндии; многие из них служили в Польше, Швеции и Дании, а с первой половины XVIII века — в России.
Род Остен-Сакен внесён в дворянские матрикулы всех трёх прибалтийских губерний и острова Эзеля, а также в V часть родословной книги Орловской губернии (Общий Гербовник, III, 5; X, 8; XII, 15).

## Происхождение и история рода

### Фамилия Сакен
Принадлежит к числу древнейших и знаменитейших остзейских дворянских домов и древнейший остзейский дворянский род. Принял своё начало в эрцгерцогстве Австрийском, оттуда перешла в Померанию и далее в Остзейские области.
Балдуин фон-Сакен, крестоносец, участвовал в Крестовом походе (1205).
Первым известным по документам представителем был Арнольд по прозванию Линдале, получивший в лен (1386) от Курляндского епископа Отто усадьбу и округ Сакен (откуда очевидно и пошла фамилия). В документах Ливонского ордена в Риге (1395) он упоминается, как Арнольд фон Сакен.
Дионисий фон-Сакен ездил послом от гроссмейстера ливонского ордена в Рим (1500). Генрих (1515) и Георг (1517) фон-Сакен ездили послами от гроссмейстера ливонского ордена к маркграфу бранденбургскому. Генри фон Сакен († до 1522) был фогтом (судья и военачальник) Курляндского епископата.
Фамилия Сакен, в 1-й половине XVI века угасла и имя коей перешло к фамилии Остен.

### Фамилия Остен
Фамилия Остен, столь же древняя, как и Сакен, приняла начало в Померании, а из Померании в Остзейские области в XIV веке. Ульрик фон-дер-Остен придворный советник герцога Померании Богуслава IV (1283).
Дионисий фон-дер-Остен знаменитый витязь своего времени, с 1600 воинами овладел крепостью Колберг (1462).
Герман фон-дер-Остен прибыл из Померании в Курляндию (1478), женился на дочери дворянина Сакен, последнего в роде своём, наследовал имя и герб своего тестя и сделался родоначальником всех графов и баронов Остен-Сакен.
Члены рода приняли (с 1544) объединённое имя Sacken genannt von der Oest (en), которое позже превратилось в von der Osten genannt Sacken. До сих пор остаются неясной из связь с Нижнесаксонским и Померанским дворянским родом фон дер Остен.
Густав-Адольф фон-дер-Остен ландгауптманн Готландии, возведён в баронское Шведского королевства достоинство (24 октября 1696), сыновей он не оставил.

### Фамилия Остен-Сакен
В дальнейшем род Остен-Сакен, имевшее родовое гнездо в замке Донданген, дали множество ветвей и линий в Германии, Прибалтике, России и других странах. Некоторые из них были возведены в княжеское, графское и баронское достоинство.
Карл фон-дер-Остен-Сакен, саксонский посланник в Стокгольме, возведён императором германским Францем I в графское Римской империи достоинство (8 марта 1763) и королём Фридрихом-Вильгельмом III в княжеское Прусского королевства достоинство (15 октября 1786), сыновей он не оставил.
Барон Карл Иванович Остен-Сакен, русский посланник в Дании, возведён императором Павлом I Петровичем в графское Российской империи достоинство (9 июня 1797).
Барон Фридрих-Бернард-Август возведён королём прусским Фридрихом Вильгельмом III в графское Прусского королевства достоинство (1800), сыновей он не оставил.
Император Александр I, указом (12 июня 1801) распространил графское достоинство на баронов — Ивана Христофоровича и Карла Ивановича.
Барон, фельдмаршал  Фабиан-Вильгельмович Остен-Сакен указом императора Александра I возведён в графское Российской империи достоинство (08 апреля 1821) и в царствование императора Николая I возведён в княжеское Российской империи достоинство (08 ноября 1832), женат он не был.
Баронское достоинство утверждено за фамилией Остен-Сакен указом Правительствующего Сената (21 сентября 1853), во исполнение указа (10 октября 1852).
Барон Дмитрий Ерофеевич Остен-Сакен, генерал от кавалерии, за блистательное участие в обороне Севастополя, возведён в графское Российской империи достоинство (10 апреля 1855), герб же утверждён (10 августа 1857).

## Описание герба
В щите разделённом на четыре части, посередине находится малый золотой щиток, в коем изображена чёрный двуглавый орёл в золотых на главах его коронах. Первая и четвёртая часть перерезаны перпендикулярно на два поля, из оных в крайних, голубых полях, по три золотые волнообразные перекладины положенные диагонально: в верхней слева направо, в нижней справа налево; во внутренних же красных полях перпендикулярно означено по одному серебряному ключу. Во второй и третьей части, в голубом же поле, по три шестиугольные золотые звезды в виде вниз обращённого треугольника.
На щит наложена графам свойственная корона с серебряным на ней шлемом, на поверхности которого между двух распростертых орлиных крыльев серебряного и красного цвета поставлен красный столб с двумя накрест лежащими ключами, и наверху сего столба виден выходящий павлиний хвост с золотой на нём шестиугольной звездой. Намёт на щите золотого и голубого цветов, подложенный красным. Герб графа фон дер Остен-Сакена внесён в Часть 3 Общего гербовника дворянских родов Всероссийской империи, стр. 5.

## Известные представители
- Остен-Сакен, Карл (1726—1795)
- Остен-Сакен, Карл Магнус (1733—1808)

- Остен-Сакен, Ерофей Кузьмич (1748—1807)
  - Остен-Сакен, Дмитрий Ерофеевич (1793—1881)
    - граф Остен-Сакен, Николай Дмитриевич (1831—1912)
    - Остен-Сакен, Владимир Дмитриевич 
      - Остен-Сакен, Николай Владимирович (1880—1948)[3]

- Остен-Сакен, Фабиан Вильгельмович (1752—1837)
- Остен-Сакен, Христофор Иванович (1755—1788)
- Остен-Сакен, Роман Фёдорович (1791—1864)
  - Остен-Сакен, Роберт Романович (1828—1906)
  - барон Остен-Сакен, Фёдор Романович (1832—1916)